# Филипцево (Куньинский район)
Филипцево — деревня в Куньинском районе Псковской области России. Входит в состав Куньинской волости.

## География
Расположена в 7 км к северо-востоку от районного центра, посёлка городского типа Кунья.

## Население
| 2001 | 2002 | 2010 |
| ---- | ---- | ---- |
| 35   | ↘26  | ↗29  |

Численность населения деревни по оценке на начало 2001 года составляла 35 жителей.

## История
С января 1995 до декабря 2005 года деревня входила в состав Куньинской волости (в границах Боталовской волости) с центром в пгт Кунья, с января 2006 до апреля 2015 года — в состав ныне упразднённой Боталовской волости.